# Коцянув
Коцянув (пол. Kocianów) — село в Польщі, у гміні Понятова Опольського повіту Люблінського воєводства.
Населення — 132 особи (2011).

## Демографія
Демографічна структура станом на 31 березня 2011 року:
|          | Загалом | Допрацездатний вік | Працездатний вік | Постпрацездатний вік |
| -------- | ------- | ------------------ | ---------------- | -------------------- |
| Чоловіки | 61      | 13                 | 40               | 8                    |
| Жінки    | 71      | 16                 | 38               | 17                   |
| Разом    | 132     | 29                 | 78               | 25                   |